# Etel Adnan
Etel Adnan (Arabisch: إيتيل عدنان; Beiroet, 24 februari 1925 – Parijs, 14 november 2021) was een in Frans-Libanon geboren Syrisch-Amerikaanse dichteres, essayiste en beeldend kunstenares. Ze woonde sinds de jaren tachtig afwisselend in Parijs en Sausalito, in de Amerikaanse staat Californië.

## Levensloop
Adnan werd op 24 februari 1925 in Beiroet, destijds de hoofdstad van Frans-Libanon, geboren. Haar moeder was een Grieks-orthodoxe vrouw uit Smyrna, terwijl haar vader een Turkse officier uit Damascus (Ottomaans Syrië) was. Haar ouders ontmoetten elkaar in Smyrna tijdens de Eerste Wereldoorlog, waar haar vader als gouverneur van Smyrna diende. Nadat het Ottomaanse Rijk was ingestort en Smyrna verbrand werd tijdens de bezetting van Smyrna, vluchtten haar ouders naar Beiroet. Adnan groeide op in Beiroet en sprak thuis Turks en Grieks, terwijl Arabisch de belangrijkste taal van de Libanese samenleving was. Ze kreeg onderwijs op Franse kloosterscholen en Frans werd de taal waarin ze haar vroege werk schreef. Ze studeerde later ook Engels, waardoor haar latere werk vooral in deze taal is geschreven. Ze volgde opleidingen aan de Universiteit van Parijs, de Harvard-universiteit en de Universiteit van Californië - Berkeley. In haar latere leven identificeerde Adnan zichzelf als lesbienne en verliet Beiroet in de jaren tachtig samen met haar partner Simone Fattal (geb. 1942) voor Californië.
In 2003 werd Adnan door het academische tijdschrift MELUS "de meest gevierde en ervaren Arabisch-Amerikaanse auteur die vandaag de dag schrijft" genoemd. Naast haar literaire output, blijft Adnan visuele werken produceren in verschillende media, zoals olieverfschilderijen, films en wandtapijten, die in galerieën over de hele wereld zijn tentoongesteld.
In 2017 was het werk van Adnan opgenomen in 'Making Space: Women Artists and Postwar Abstraction', een groepstentoonstelling georganiseerd door het MoMA, die prominente kunstenaars samenbracht, waaronder Ruth Asawa, Gertrudes Altschul, Anni Albers, Magdalena Abakanowicz, Lygia Clark en Lygia Pape.
Adnan overleed op 96-jarige leeftijd.

### Engelstalig
- From A to Z Poetry (1982)
- The Indian Never Had a Horse and Other Poems (1985)
- Journey to Mount Tamalpais: An Essay (1985)
- The Arab Apocalypse (1989)
- The Spring Flowers Own and the Manifestations of the Voyage (1990)
- Paris, When It's Naked (1993)
- Of Cities and Women, Letters to Fawwaz (1993)
- To Write in a Foreign Language (1996)
- There: In the Light and the Darkness of the Self and of the Other (1997)
- In/somnia (2002)
- In the Heart of the Heart of Another Country (2005)
- Seasons (2008)
- Master of the Eclipse (2009)
- Premonition, Kelsey Street Press (2014) ISBN 978-0-932716-82-8
- Life is a Weaving, Galerie Lelong (2016) ISBN 978-2-868821-23-2

### Arabischtalig
- al-Sitt Marie Ruz. Bayrut: al-Mu-assasah al-Arabiyah lil-Dirasat wa-al-Nashr, 1979
- Kitab al-bahr; kitab al-layal; kitab al-mawt; kitab al-nihayah, with Abid Azarih. Bayrut: Dar Amwaj, 1994
- n mudun wa-nisa: rasail il Fawwaz. (Of Cities and Women.) Bayrut: Dar al-Hihar, 1998
- al-Sitt Mari Ruz: riwayah. (Sitt Marie Rose.), with Jirum Shahin and Firyal Jabburi Ghazul.Al-Qahirah: al-Hayah al-Ammah li-Qusur al-Thaqafah, 2000

### Franstalig
- Jbu: Suivi de l'Express Beyrouth enfer. Paris: P.J. Oswald, 1973
- Sitt Marie Rose. Paris: Des Femmes, 1978
- L'apocalypse arabe. Paris: Papyrus Éditions, 1980
- Rachid Korachi: Ecriture passion, amb Rachid Korachi i Jamel-Eddine Bencheikh. Alger: Galerie Mhamed Issiakhem, 1988
- Ce ciel qui n'est pas. Paris: L'Harmattan, 1997
- Prémonition, Galerie Lelong, 2015
- Le Prix que nous ne voulons pas payer pour l'amour, Galerie Lelong, 2015
- A propos de la fin de l'Empire Ottoman, Galerie Lelong, 2015
- La vie est un tissage, Galerie Lelong, 2016 ISBN 978-2-868821-21-8

- Bibsys: 90400625
- Biblioteca Nacional de España: XX6334341
- Bibliothèque nationale de France: cb118881236 (data)
- Catàleg d'autoritats de noms i títols de Catalunya: 981060402646606706
- CiNii: DA07413687
- Gemeinsame Normdatei: 123993237
- International Standard Name Identifier: 0000 0001 2283 2770
- Library of Congress Control Number: n82151565
- MusicBrainz: a23163be-34ee-408c-8d13-a66bc2e751e8
- Nationale Bibliotheek van Tsjechië: mzk20221166908
- Nationale Bibliotheek van Israël: 987007302751905171
- Nationale en Universitaire bibliotheek Zagreb: 000454719
- Nederlandse Thesaurus van Auteursnamen: 070821291
- Réseau des bibliothèques de Suisse occidentale: 02-A006237976
- RKD-Nederlands Instituut voor Kunstgeschiedenis: 474170
- Istituto Centrale per il Catalogo Unico: LO1V137478
- SNAC: w6c933fj
- Système universitaire de documentation: 026678012
- Semantic Scholar: 115567128
- Union List of Artist Names: 500473649
- Virtual International Authority File: 97064828
- WorldCat: E39PBJkmYcThGQ6vxVVCjHYVmd